# Bataille de Tali-Ihantala
Batailles
1941
- Carélie du Ladoga
- Isthme de Carélie
- Carélie orientale
- Silberfuchs
  - Renntier
  - Platinfuchs
  - Polarfuchs
- Kirkenes et Petsamo
- Hanko
- Bengtskär
- Porlampi

1942
- Suursaari
- Someri

1944
- Vyborg-Petrozavodsk
  - Tienhaara
  - Tali-Ihantala
  - Île de Nerva
  - Baie de Vyborg
  - Vuosalmi
  - Nietjärvi
  - Ilomantsi
  - Hokki

Campagnes de la mer Baltique
La bataille de Tali-Ihantala est une bataille de la guerre de Continuation qui s'est déroulée du 25 juin au 9 juillet 1944 à Tali et Ihantala dans l'isthme de Carélie. 
La bataille, livrée entre les forces finlandaises soutenues par l'Allemagne et les forces soviétiques, est l'un des plus gros engagements militaires de la région. 
Elle s'est soldée par une victoire des Finlandais.

## Historique

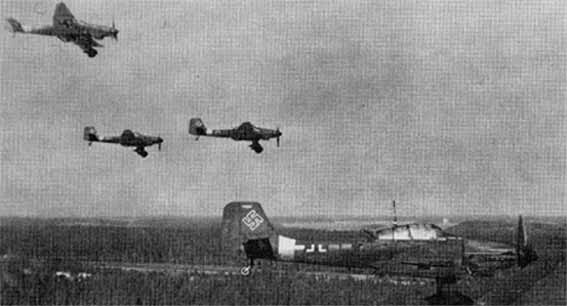
Stuka durant la bataille.

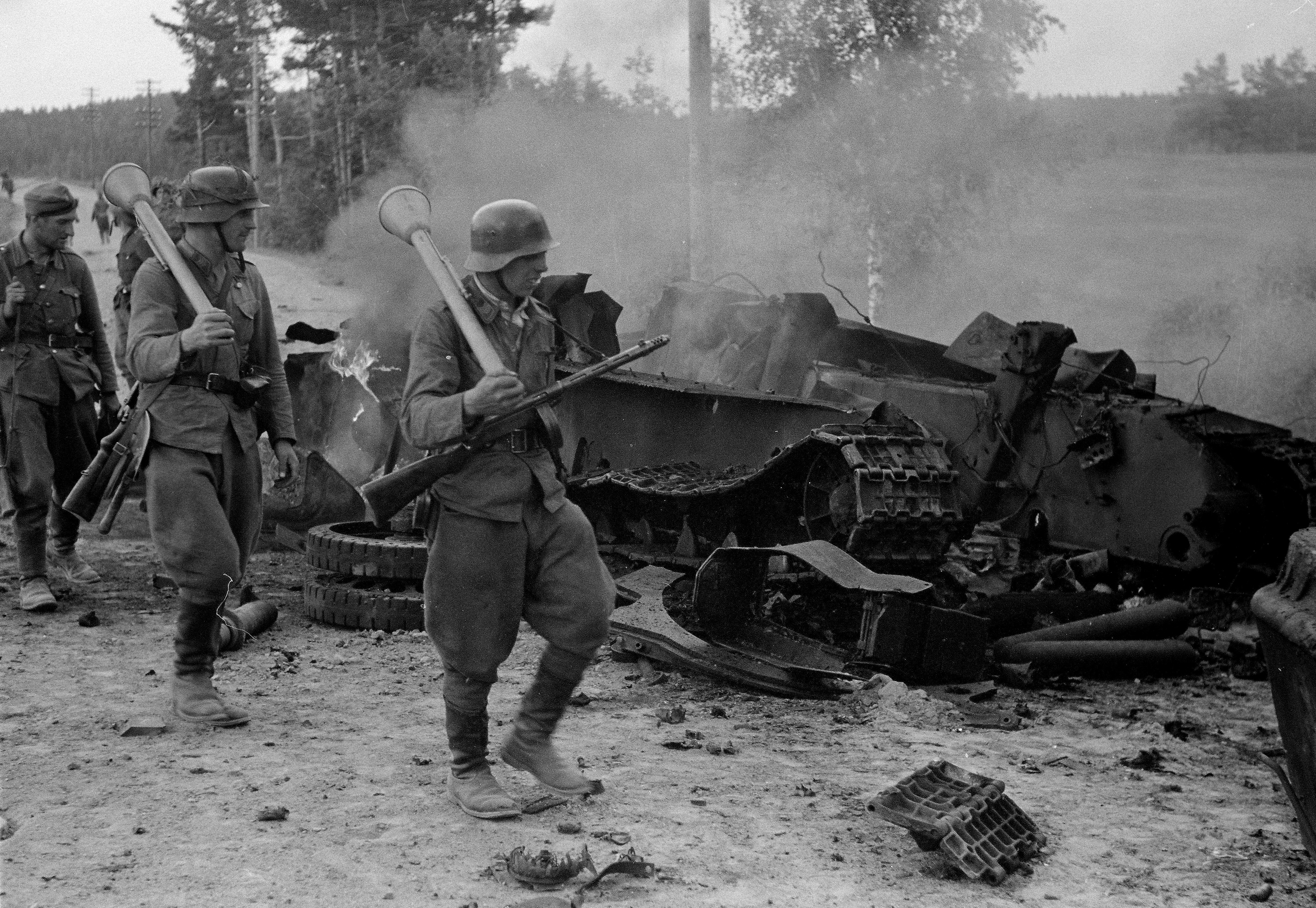
Des soldats finlandais près d'un char T-34 détruit.

Cette bataille fait partie d'Offensive Vyborg–Petrozavodsk.
En juin 1944 la bataille de Tali-Ihantala se déroule au nord-est de Vyborg dans les territoires des villages de Tali et d'Ihantala. 
Les troupes et l'artillerie finlandaises ont été transférées dans la région depuis d'autres fronts. C'est une concentration sans précédent de troupes et d'artillerie finlandaises afin de défendre les lignes lors d'une attaque massive de l'armée soviétique.
Un bataillon d'assaut finlandais, qui perdit deux hommes, détruisit une quarantaine de chars soviétiques. 
L'attaque soviétique a été stoppée. 
C'est la plus grande bataille de l'histoire des pays nordiques avec 50 000 Finlandais et 150 000 soldats soviétiques. Les Finlandais ont tiré 12 000 obus uniquement le 3 juillet, le jour le plus dur de la bataille. 6 000 soldats soviétiques sont tombés et 22 000 ont été blessés, les Finlandais ont perdu 1 350 hommes et 7 000 ont été blessés.
Après la bataille l'Union Soviétique a commencé à déplacer ses forces offensives du front finlandais parce qu'elle considérait que le front allemand était plus important pour le résultat de la guerre.
L'armée de l'air finlandaise a coopéré avec l'armée de l'air allemande. Ensemble, elles ont effectué un total de 1020 vols de bombardement dans la région entre le 22 juin et le 6 juillet 1944, larguant 765 tonnes de bombes, avec un fort impact psychologique sur les combattants de première ligne. L'implication de l'armée de l'air allemande dans les combats a été capitale pour arrêter l'offensive soviétique.

## Ordre de bataille

### Finlande
Commandé par le général Karl Lennart Oesch)
- Finnish IV AK (Lt. Gén. Taavetti Laatikainen)
  - 3rd Brigade "Blue Brigade" colonel (Lauri Haanterä)
  - 3e division d'infanterie (Finlande) (général. Aaro Pajari)
  - 4e division d'infanterie (Finlande) (Mj. Gén. Pietari Autti)
  - 18e division d'infanterie (Finlande) (Mj. Gén. Paavo Paalu)
  - 11e division d'infanterie (Finlande) (Mj. Gén. Kaarlo Heiskanen).
  - 6e division d'infanterie (Finlande) (Mj. Gén. Einar Vihma)
- 1re division blindée (Finlande) (MJ. Gén. Ruben Lagus)
- LeR 3 (Lt. Col E. Magnusson) (33 Messerschmitt Bf 109, 18 Brewster Buffalo et 1 Fokker C.X reconnaissance
- LeR 4 (Col. O. Sarko) (33 Bristol Blenheim, 12 Junkers Ju 88, 8 Dornier Do 17Z bombardiers.

### Allemagne
- Escadrille allemande (Lt. Col. Kurt Kuhlmey) (43 Fw-190 A-6/F-8, 30 Ju-87 D Stukas and 8 Bf-109 G-8.
- Allemagne Brigade 133. (Cpt. Hans-Wilhelm Cardeneo) avec 22 StuG III Ausf. G assault guns, 9 StuH 42 assault howitzers)

### Union soviétique
- Commandé par le maréchal Leonid Govorov.
- 21e armée (général Alexeï Danilov)
  - 30e corps mécanisé
  - 97e division de fusiliers
  - 108e division de fusiliers
  - 109e division de fusiliers
  - 110e division de fusiliers
  - 45e division de fusiliers
  - 63e division de fusiliers
  - 64e division de fusiliers
  - 46e division de fusiliers
  - 72e division de fusiliers
  - 90e division de fusiliers
  - 168e division de fusiliers
  - 178e division de fusiliers
  - 265e division de fusiliers
  - 268e division de fusiliers
  - 286e division de fusiliers
  - 314e division de fusiliers
  - 358e division de fusiliers
  - 372e division de fusiliers
- 23e armée (général Aleksandr Tcherepanov)
  - 6e division de fusiliers
  - 13e division de fusiliers
  - 177e division de fusiliers
  - 382e division de fusiliers (en)